# Papiro 76
El Papiro 76 (en la numeración Gregory-Aland) designado como {\displaystyle {\mathfrak {P}}}76, es una copia antigua de una parte del Nuevo Testamento en griego. Es un manuscrito en papiro del Evangelio de Juan y contiene la parte de Juan 4:9,12. Ha sido asignado paleográficamente al siglo VI.
El texto griego de este códice es mixto. Kurt Aland la designó a la Categoría III de los manuscritos del Nuevo Testamento.
Este documento se encuentra en la Biblioteca Nacional de Austria (en alemán, Österreichische Nationalbibliothek o "ÖNB") (Pap. Vindob. G. 36102), en Viena.